# Dennisiomyces
Dennisiomyces là một chi nấm thuộc họ Tricholomataceae. Chi có năm loài có ở miền nam America.